# 康卓仁波切

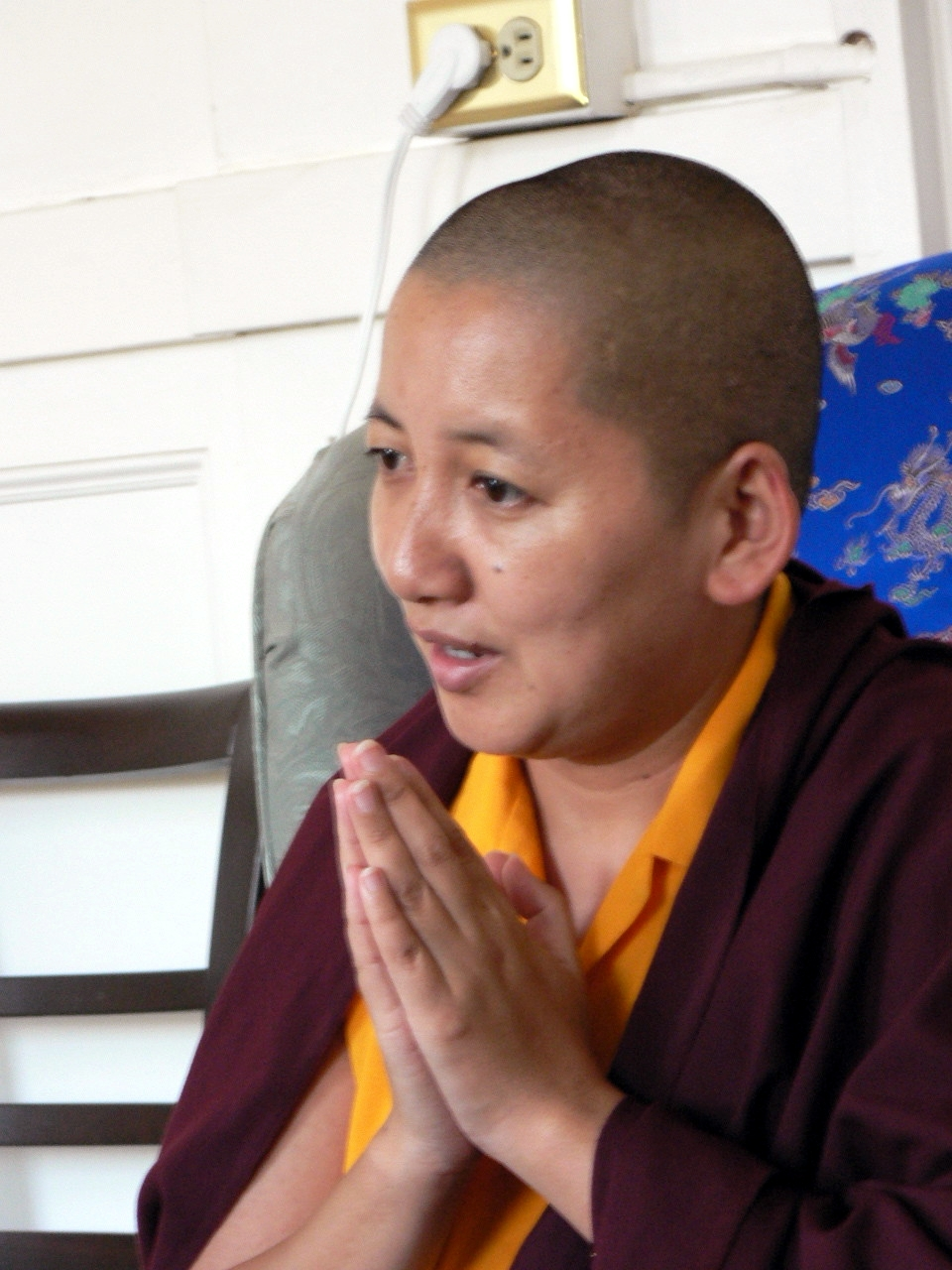
康卓仁波切

康卓仁波切（藏語：མཁའ་འགྲོ་རིན་པོ་ཆེ，1967年8月19日—），全称敏珠林·杰尊·康卓仁波切（Mindrolling Jetsün Khandro Rinpoche），是藏传佛教的一位女性上师，为伊喜措嘉的转世，有空行母和仁波切的头衔。
康卓仁波切原名Tsering Paldrön，出生在印度的噶伦堡，其生父是宁玛派的活佛第十一世敏卓林赤千仁波切。她在2岁的时候，就被第十六世噶玛巴·让炯日佩多杰认定为楚布寺的Khandro Urgyen Tsomo的转世传承者，该转世传承是伊喜措嘉的转世之一。
康卓仁波切年幼的时候同时学习噶举派和宁玛派的教法。她能流利地说英语、藏语和印地语。她在印度的圣约瑟修道院、圣玛莉修道院学习，受到完整的西式教育。从1987年开始，前往欧洲、北美洲和东南亚弘扬佛法。她还负责管理印度台拉登的敏珠林寺。